# Laškovce
Laškovce es un municipio del distrito de Michalovce en la región de Košice, Eslovaquia, con una población estimada a final del año 2024 de 766 habitantes.
Se encuentra ubicado al noreste de la región, en la cuenca hidrográfica del río Bodrog (afluente derecho del Tisza) y cerca de la frontera con la región de Prešov, Ucrania y Hungría.

## Demografía
| Año        | 1994 | 2004     | 2014     | 2024     |
| ---------- | ---- | -------- | -------- | -------- |
| Población  | 422  | 530      | 667      | 766      |
| Diferencia |      | +25,59 % | +25,84 % | +14,84 % |

| Año        | 2023 | 2024    |
| ---------- | ---- | ------- |
| Población  | 763  | 766     |
| Diferencia |      | +0,39 % |